# Hemidactylus fasciatus
Hemidactylus fasciatus är en ödleart som beskrevs av  Gray 1842. Hemidactylus fasciatus ingår i släktet Hemidactylus och familjen geckoödlor.

## Underarter
Arten delas in i följande underarter:
- H. f. fasciatus
- H. f. ituriensis